# Корено Аузонио
Корено Аузонио (итал. Coreno Ausonio) је насеље у Италији у округу Фрозиноне, региону Лацио.
Према процени из 2011. у насељу је живело 1289 становника. Насеље се налази на надморској висини од 309 м.

## Становништво
| 1936. | 1951. | 1961. | 1971. | 1981. | 1991. | 2001. | 2011. |
| ----- | ----- | ----- | ----- | ----- | ----- | ----- | ----- |
| 2.312 | 2.197 | 1.936 | 1.706 | 1.853 | 1.876 | 1.738 | 1.901 |